# Ventriloquism
Ventriloquism è il dodicesimo album in studio di Meshell Ndegeocello, pubblicato il 16 marzo 2018. L'album comprende undici tracce R&B e pop originariamente registrate negli anni '80 e '90. È stato nominato come Best Urban Contemporary Album ai Grammy Awards 2018.
Una parte dei profitti dell'album andrà all'ACLU(American Civil Liberties Union).

## Tracce
1. I Wonder If I Take You Home – 4:44
2. Nite and Day – 5:00
3. Sometimes It Snows in April – 7:05
4. Waterfalls – 4:34
5. Atomic Dog 2017 – 6:27
6. Sensitivity – 3:43
7. Funny How Time Flies (When You're Having Fun) – 4:33
8. Tender Love – 2:41
9. Don't Disturb This Groove – 4:38
10. Private Dancer – 4:51
11. Smooth Operator – 5:18